# Stazione di Portorose-Pirano
La stazione di Portorose-Pirano (in sloveno Portorož-Piran) era una fermata ferroviaria posta lungo la ex linea ferroviaria a scartamento ridotto Trieste-Parenzo chiusa nel 31 agosto 1935. Era al servizio dei comuni di Portorose e Pirano.